# Christine Albanel

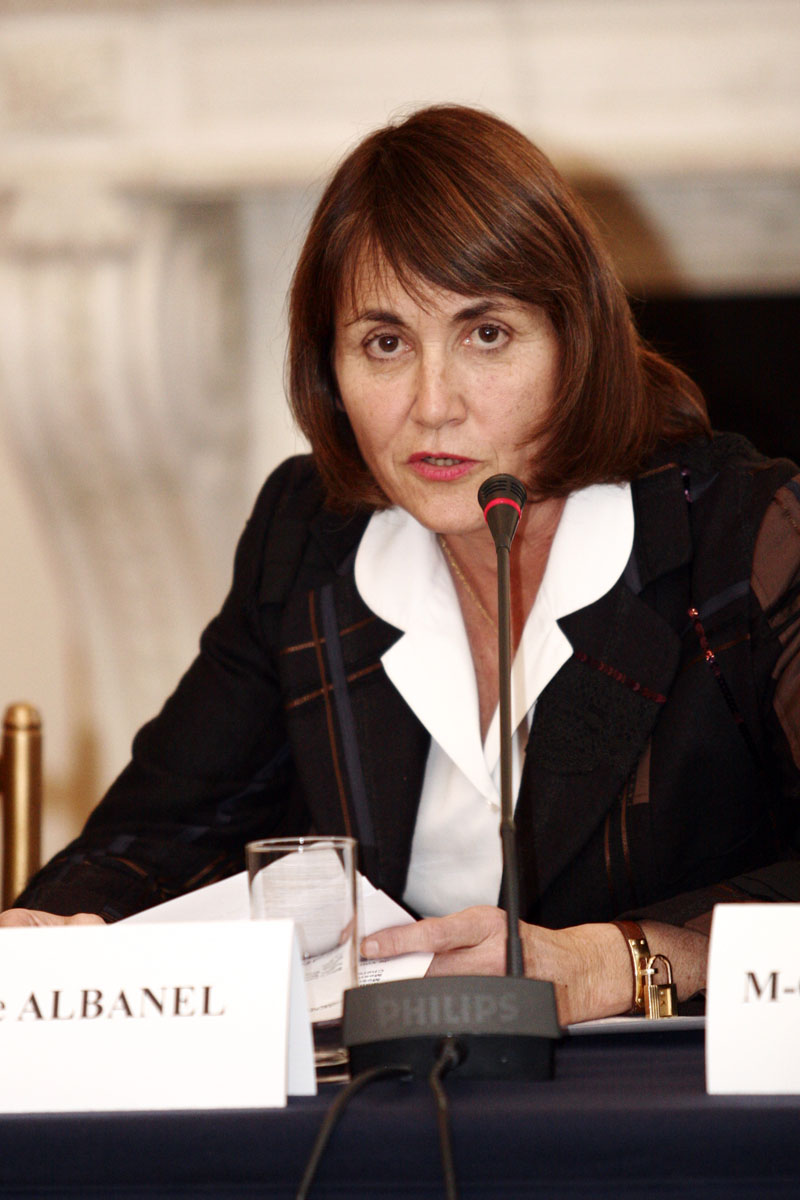
Christine Albanel

Christine Albanel (ur. 25 czerwca 1955 w Tuluzie) – francuska polityk, urzędnik państwowy, w latach 2007–2009 minister kultury.

## Życiorys
Absolwentka paryskiej Sorbony. Od 1982 należała do bliskich współpracowników Jacques'a Chiraca. Pracowała w administracji Paryża oraz kancelarii premiera i prezydenta. W 2000 otrzymała najwyższy stopień urzędniczy radcy stanu (Conseiller d'État). W 2003 objęła stanowisko dyrektora Pałacu Wersalskiego.
Dołączyła do Unii na rzecz Ruchu Ludowego. W 2007 powoływana na ministra kultury i komunikacji w pierwszym i drugim rządzie François Fillona. W pierwszym z tych gabinetów zajmowała też stanowisko rzecznika prasowego. Była autorką tzw. prawa HADOPI, ustawy mającej na celu walkę z internetowym piractwem, uznanej częściowo za niekonstytucyjną. 23 czerwca 2009 odeszła z rządu.
Odznaczona m.in. Legią Honorową IV klasy (2014).